# Brasão de armas da Polinésia Francesa
O brasão de armas da Polinésia Francesa é composto por um outrigger num disco sobre um emblema estilizado do sol e do mar. É semelhante a outros brasões da região, como por exemplo o brasão do Kiribati.